# Pańszczyca (dolina)

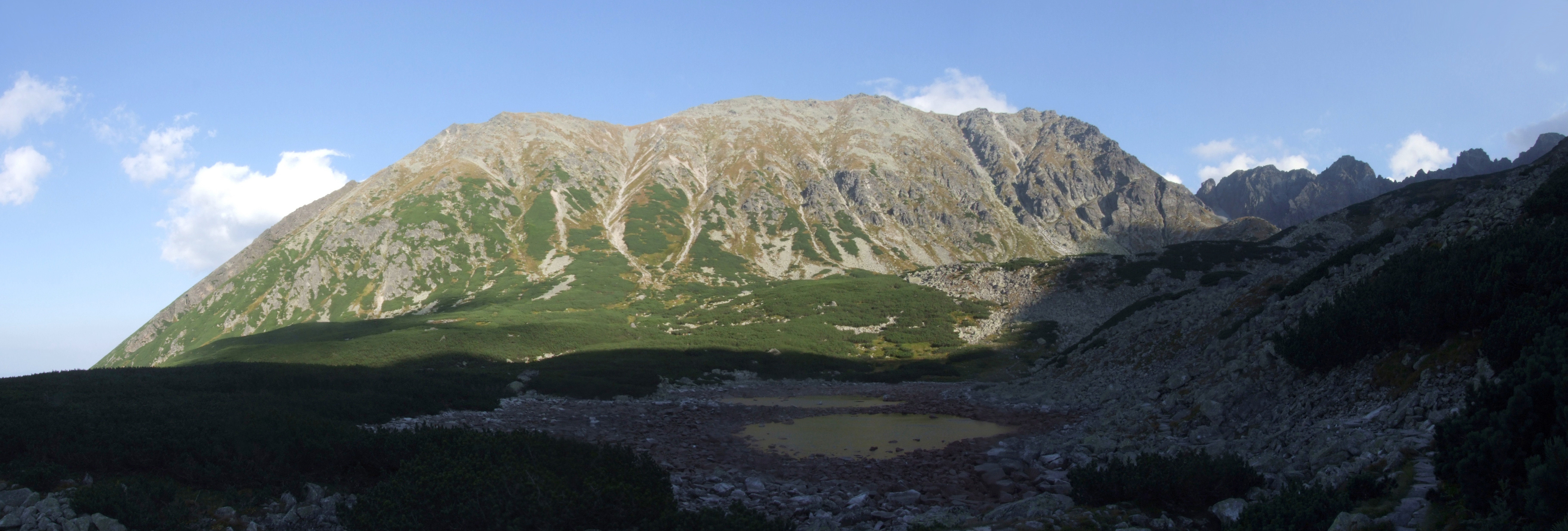
Panorama doliny Pańszczycy

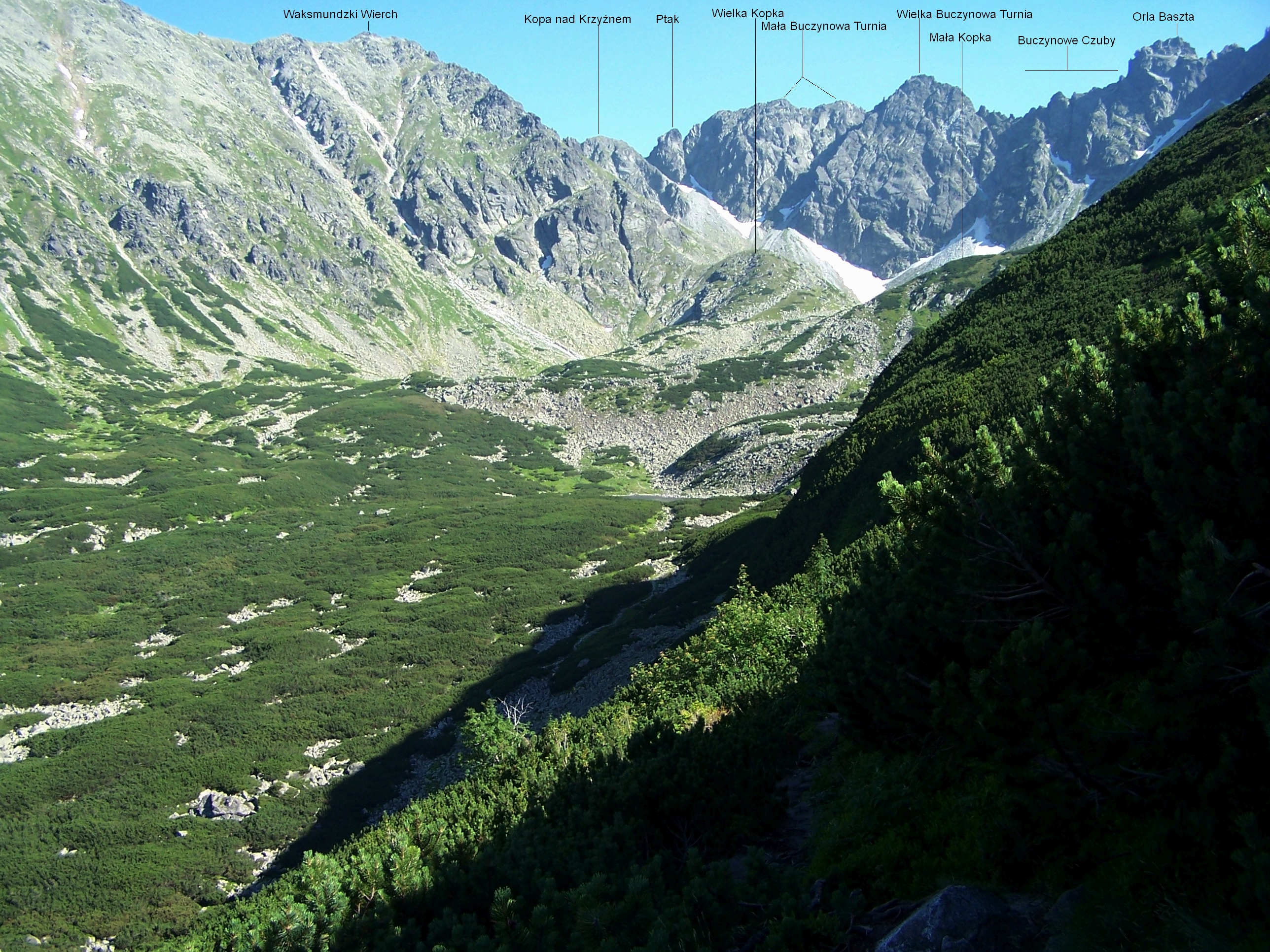
Najwyższa część doliny

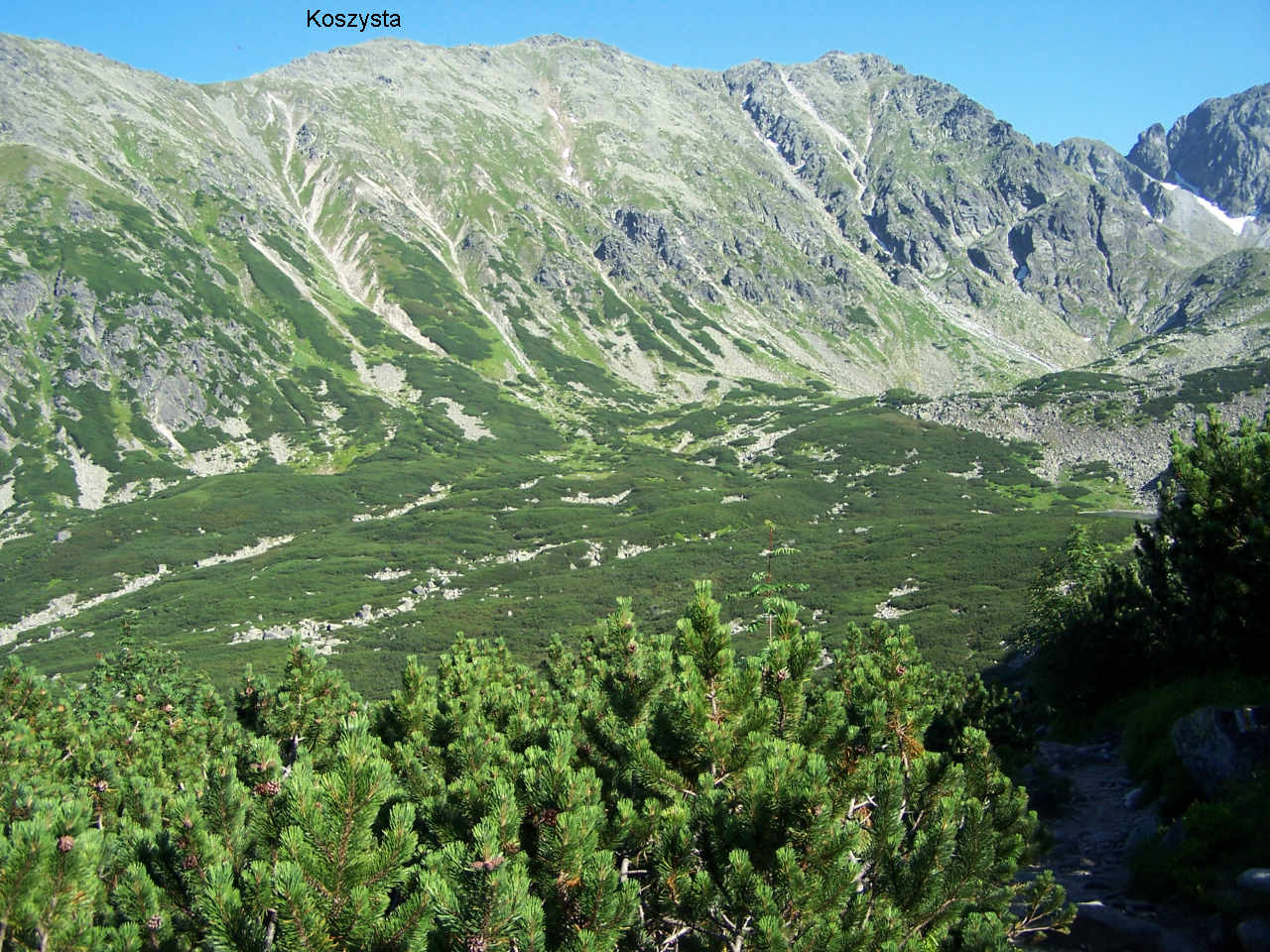
Dolina Pańszczyca

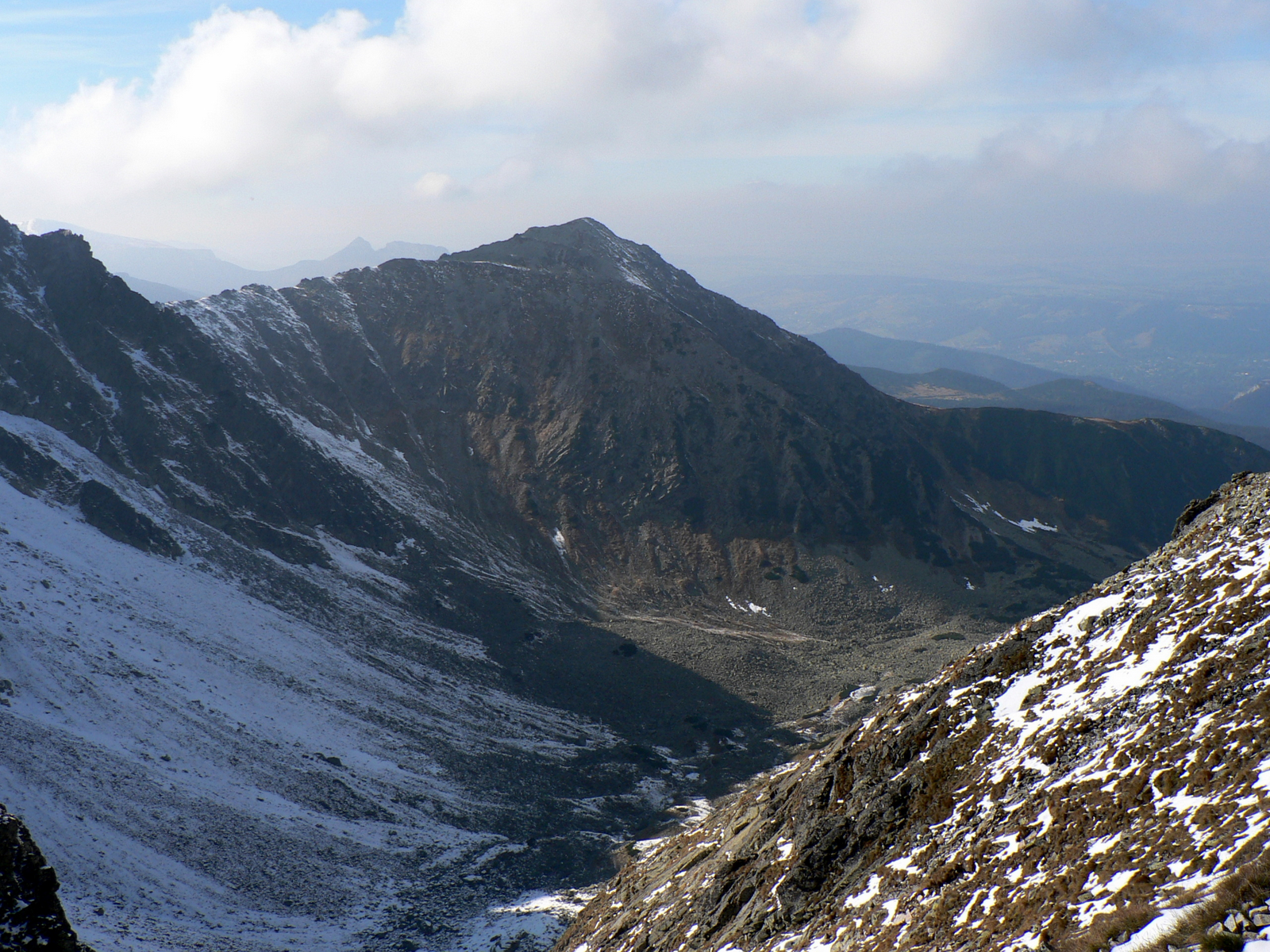
Dolina Pańszczyca i Żółta Turnia ze szlaku na Krzyżne

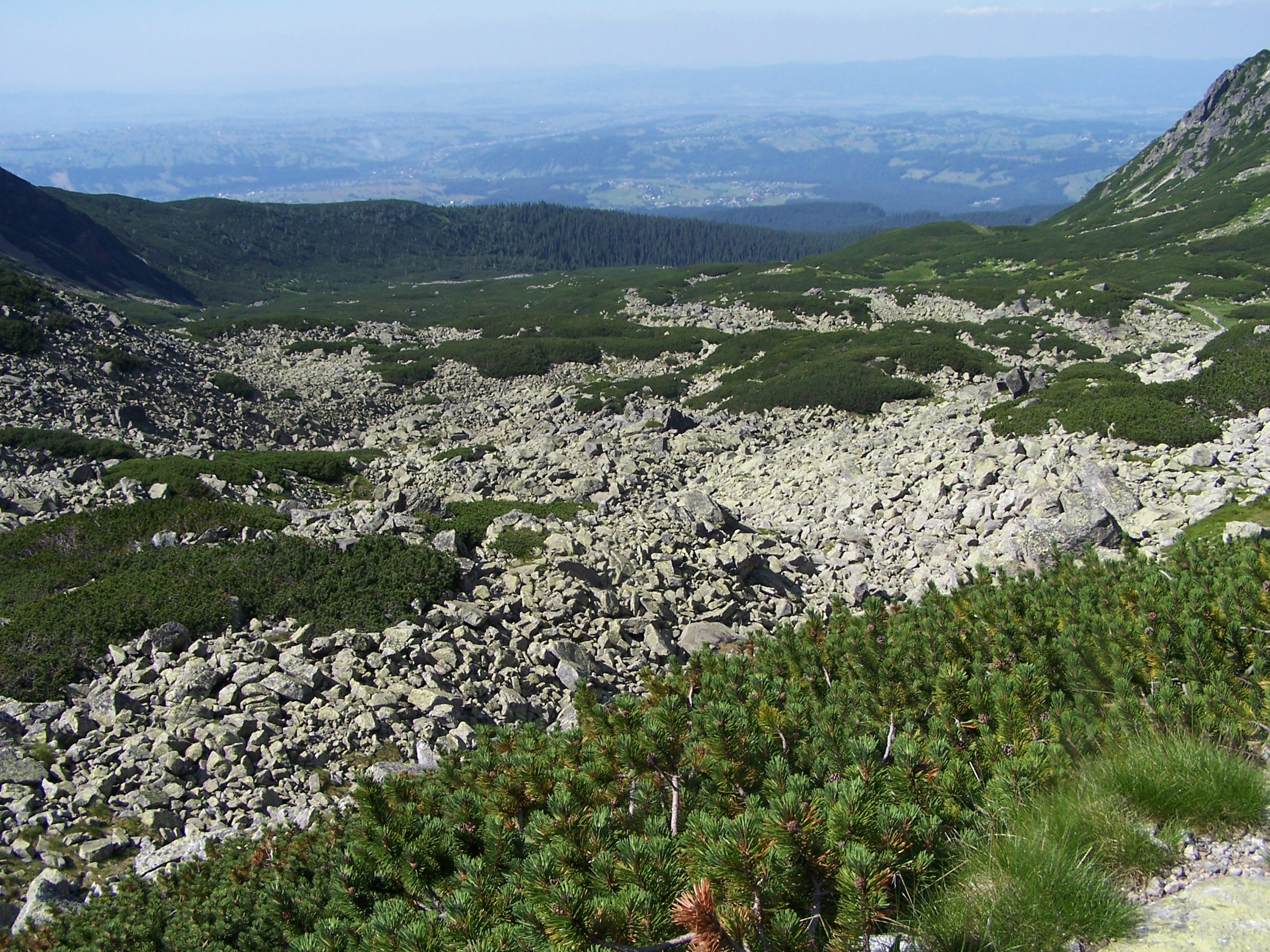
Górna części doliny

Pańszczyca – dolina w polskich Tatrach Wysokich będąca bocznym odgałęzieniem Doliny Suchej Wody Gąsienicowej (odgałęzia się poniżej polany Psia Trawka). Nazwa Pańszczycy związana jest z nazwiskiem dawnych jej właścicieli – góralskiej rodziny Pańszczyków (Pajszczyków) z Białego Dunajca. Dawniej była wypasana (wchodziła w skład hali Pańszczyca).

## Topografia
Dolina ma powierzchnię ok. 5,8 km², długość ok. 6,5 km, Na południu podchodzi pod długą boczną grań Tatr, którą prowadzi szlak Orlej Perci od Skrajnego Granatu przez Buczynowe Turnie aż do przełęczy Krzyżne. Wschodnie zbocza doliny tworzy Koszysta, Rówień Waksmundzka i Suchy Wierch Waksmundzki, zachodnie grań odchodząca od Skrajnego Granatu przez masyw Żółtej Turni i Skoruśniak w widły Suchej Wody Gąsienicowej i Pańszczyckiego Potoku. Dnem doliny płynie Pańszczycki Potok, mający początek na wysokości ok. 1600 m. Potok na znacznym odcinku płynie pod powierzchnią ziemi.

## Opis doliny
Dolny odcinek porośnięty jest dobrze zachowanym lasem. Jest w nim kilka młak: Wyżnia Pańszczycka Młaka, Mała Pańszczycka Młaka i Wielka Pańszczycka Młaka. Wyżej las przechodzi w rozległe piętro bujnej kosodrzewiny rosnącej wśród rumowisk skalnych. Górna część doliny to ułożone skokowo cyrki lodowcowe wysłane moreną ablacyjną. Są to Czerwony Kocioł z Czerwonym Stawem Pańszczyckim i suchy Żółty Kocioł. Wysokogórska część doliny podzielona jest nietypowo (bo w poprzek doliny) ułożonymi grzbietami. Jeden z nich odgałęzia się od Żółtej Turni i kończy Małą Kopką (1793 m), drugi od Waksmundzkiego Wierchu i kończy Wielką Kopką (1855 m). Najwyższą część doliny tworzy wielkie piarżysko zwane Zadnimi Usypami.
Dolina ma odwodnienie podziemne zasilające Wywierzysko Olczyskie – odwodnienie podziemne jest niezgodne z naziemnym działem wód. Wyżej, przy drodze na Krzyżne, spod kamienia bije niewielkie, czasem zanikające, źródełko. Ciekawa flora. M.in. stwierdzono tutaj występowanie bardzo rzadkiej w Polsce rośliny – żurawiny drobnoowockowej.

## Szlaki turystyczne
Najniższa część doliny (poniżej polany Psia Trawka) jest niedostępna dla turystów. Przez środkową i wyższą jej część poprowadzono kilka szlaków turystycznych:
 – najniżej dolinę przecina czerwony szlak z Toporowej Cyrhli przez Rówień Waksmundzką nad Morskie Oko.
- Czas przejścia z Toporowej Cyrhli na Rówień Waksmundzką: 2:10 h, ↓ 1:45 h
- Czas przejścia z Równi Waksmundzkiej do Wodogrzmotów Mickiewicza: 1:25 h, z powrotem 1:35 h

 – środek przecina zielony szlak z Wierchporońca przez Gęsią Szyję na Halę Gąsienicową.
- Czas przejścia z Wierchporońca na Rówień Waksmundzką: 2 h, z powrotem 1:35 h
- Czas przejścia z Równi Waksmundzkiej do „Murowańca”: 2:15 h, z powrotem tyle samo

 – przez górną część przebiega żółty szlak z Doliny Gąsienicowej na Krzyżne. Czas przejścia: 2:45 h, ↓ 2:05 h
 – szlaki zielony i żółty łączy szlak czarny poprowadzony wzdłuż Pańszczyckiego Potoku, częściowo po olbrzymich głazach powyżej jego powierzchni i wąską ścieżką przez kosodrzewinę. Czas przejścia od szlaku zielonego do żółtego: 30 min, ↓ 20 min.